# إيراسمس+

شعار الإيراسمس+

الإيراسمس+ هو برنامج اللجنة الأوروبية للتعليم، التدريب، الشباب والرياضة لفترة 2014_2020، ليكون مثل برنامج متكامل، إيراسميس+يوفر الكثير من الفرص لحركة المتدربين والموظفين والتعاون من خلال التعلم، التدريب والشباب، القطاعات، وهو أسهل للوصول من أسلافه، مع قوانين مُدَّعمّة بسيطة وتركيبات تهدف إلى انسياب الإدارة للمشروع.

## مقدمة
البرنامج مفتوح للطلاب، المبتدئين، المعلمين، المحاضرين، الناس الصغار، المتطوعين، الشباب العاملين، الناس اللذين يعملون في القاعدة الرياضية .
تقريبآ ثلثا الميزانية خُصِّصت لتعليم الفرص.
الخارج للأفراد، ضمن الاتحاد الأوروبي وخارجه؛ البقية ستدعم الشراكات بين المؤسسات التعليمية، المنظمات الشبابية، الأعمال، السلطات الإقليمية والمحلية والمنظمات غير الحكومية، كذلك الإصلاحات التعليمية العصرية، التدريب، وأنظمة الشباب 

## روابط خارجية
- Erasmus+ Programme website
- What is in it for me brochure
- Education & Training/Youth/Sport website
- European Union — The Lifelong Learning Programme 2007–2013
- Dissemination Platform
- EPBE Erasmus + Project Sample